# Bell X-5
O Bell X-5 foi o primeiro jato militar supersônico da história. Foi projetado pela Força Aérea Americana após o fim da Segunda Guerra Mundial, com base no Messerschmitt P. 1101, um projecto idealizado pelos alemães durante a guerra. Só foram construídos dois exemplares.

## História
Em 1944, a Luftwaffe iniciou o "Projeto Caça de Emergência" para tentar construir um jato supersônico e conseguiu criar o Messerschmitt Me 262 Schwalbe, porém a britânica Gloster Meteor construiu o Gloster Meteor F.1 para concorrer com o Me 262, mas os dois caças tinham duas turbinas externas, o que os deixava pesados, então a Alemanha começou projetos para um caça com uma única turbina interna, surgindo o Messerschmitt P. 1101, mas antes mesmo de entrar em operação, a guerra terminou com a vitória dos aliados. Tropas americanas que foram para a Alemanha após a guerra confiscaram o caça e levaram para os Estados Unidos. Com base no Messerschmitt P. 1101 construíram o Bell X-5.

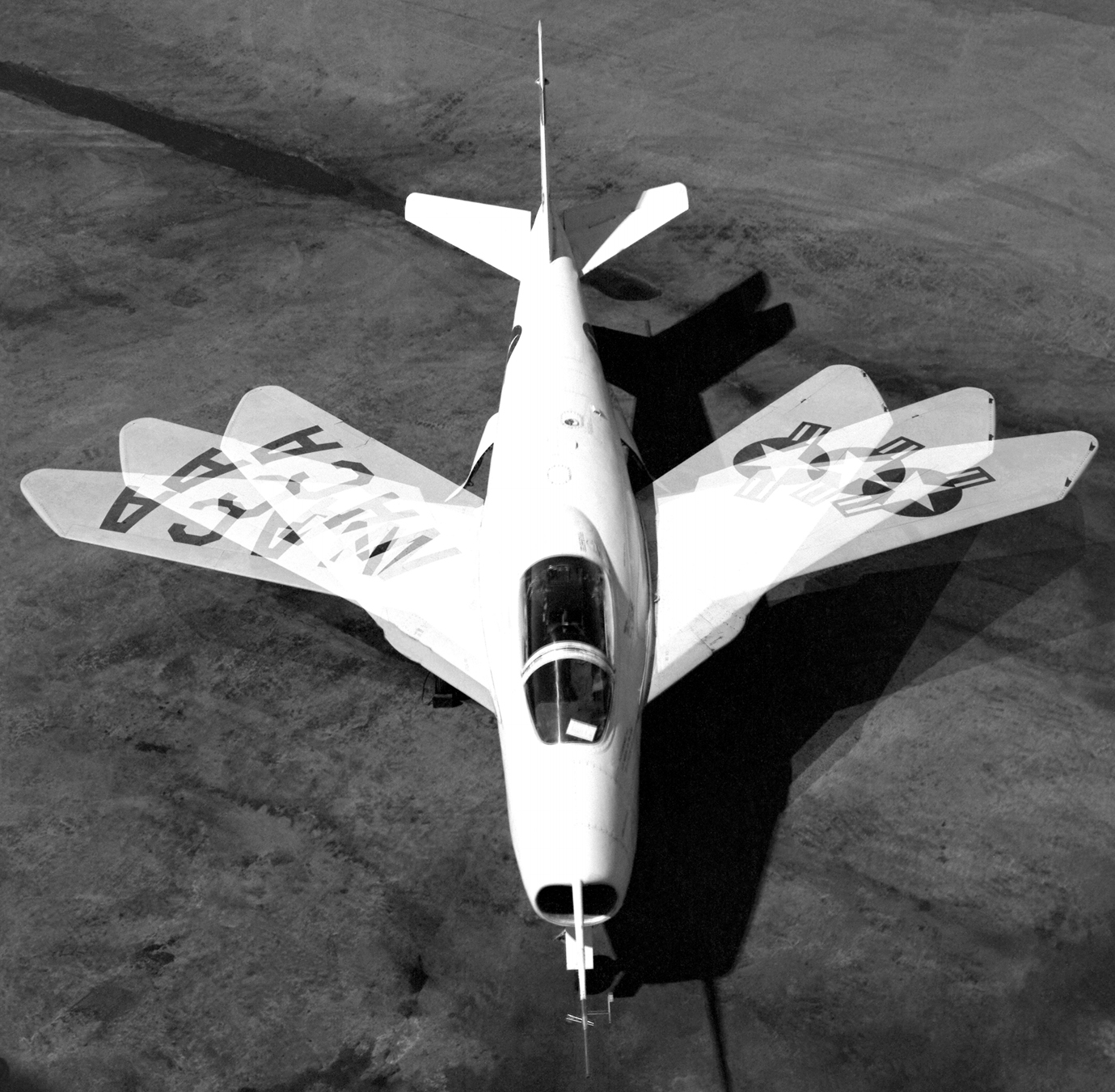
Foto composta mostrando a transição da geometria variável da envergadora.
Desenho mostrando ângulos diferentes da aeronave, de cima, de perfil e de frente.